# 道徳本町
道徳本町（どうとくほんまち）は、愛知県名古屋市南区の地名。

## 歴史

### 町名の由来
道徳新田・道徳前新田の一帯のうちで一番賑やかな場所であったことによるという。

### 沿革
- 1937年（昭和12年）11月1日 - 南区豊田町の一部により、同区豊田本町が成立[3]。
- 1960年（昭和35年）2月10日 - 一部が南区御替地町に編入される[4]。
- 1985年（昭和60年）11月3日 - 一部が南区豊田一丁目に編入される[5]。